# Brestovský potok (přítok Myjavy)
Brestovský potok je potok na Záhoří, v severní části okresu Myjava. Je to pravostranný přítok Myjavy, měří 5,4 km a je vodním tokem IV. řádu. Na horním toku protéká územím CHKO Bílé Karpaty.

## Pramen
Pramení v Bílých Karpatech, v podcelku Javorinská hornatina, na severovýchodním svahu Vysokého vršku (595,5 m n. m.) v nadmořské výšce přibližně 570 m n. m., v blízkosti česko-slovenské státní hranice, v lokalitě Babirátka.

## Popis toku
Od pramene teče nejprve jihojihovýchodním směrem, esovitě se stáčí, zleva přibírá přítok ze západního svahu Nové hory (645,6 m n. m.) a dále již pokračuje výlučně severojižním směrem. Následně vstupuje do Myjavské pahorkatiny, protéká osadami Vdoviakovci a Majtánovci, potom i středem obce Brestovec. V obci přibírá zprava přítok (2,2 km) z jihojihovýchodního svahu Kobylieho vršku (628,6 m n. m.) a u osady Kržle z téže strany přítok (2,2 km) od osady Smolíkovci. 

## Ústí
Severně od města Myjava se vlévá v nadmořské výšce cca 344 m n. m. do Myjavy.